# Тангра (планина)
Вижте пояснителната страница за други значения на Тангра.
Тангра планина е основната планинска верига на остров Ливингстън в Антарктика. Безименната дотогава планина от 2001 г. носи името на върховния прабългарски и тюркски бог Тангра.

## Описание
Тангра планина има дължина 30 км по направление от запад-югозапад на изток-североизток между нос Барнард и нос Рение, с ширина до 8 км. Висока е 1700 м (връх Фрисланд). Граничи с Лунния залив и ледника Хюрън на север, ледника Хънтрис на северозапад, Лъжливия залив на запад и пролива Брансфийлд на югоизток. Свързана е с хребета Боулс чрез седловината Вьорнер и с хребета Плиска чрез Несебърската седловина. Планината има три основни хребета: Фрисланд на запад, Левски в центъра, и Делчев на изток.
Билото и склоновете на Тангра са покрити с ледена шапка, която чрез ледниците Перуника, Хюрън, Хънтрис, ледопада Руен, Пещера, Чарити, Търново, Преспа, Мейси, Бояна, Сребърна, Магура, Добруджа, Ропотамо, Странджа, Пауталия, Сопот и Искър се оттича в залива Емона, Лунния залив, Лъжливия залив и в пролива Брансфийлд.
Местността Лагер „Академия“ в северозападното подножие на връх Зограф е най-удобният изходен пункт, от който тръгват маршрути към централната част на Тангра планина през Каталунската седловина (1260 м) на юг и Лозенската седловина (437 м) на изток. Каталунската седловина е заета от бивака на експедицията Тангра 2004/05 на 14 – 16 декември 2004.

## Хребет Фрисланд
Хребетът Фрисланд е 15,5 км дълъг, от нос Ботев на югозапад до Шипченската седловина на североизток. Първенецът на хребета и на остров Ливингстън, връх Фрисланд (62°40′14.9″ ю. ш. 60°11′10.7″ з. д. / 62.670806° ю. ш. 60.186306° з. д.) е висок 1700 м. Други по-важни върхове са Св. Борис (1699 м), Симеон (1580 м), Св. Кирил (1505 м), връх Лясковец (1473 м), Пресиян (1456 м), Св. Методий (1180 м), Академия (1253 м) и Зограф (1011 м). Първи изкачвания: връх Фрисланд от Ж. Енрике и Ф. Сабат от испанската база Хуан Карлос I през декември 1991; връх Лясковец от Л. Иванов и Д. Василев от Лагер „Академия“ на 14 декември 2004; връх Зограф от Л. Иванов от Лагер „Академия“ на 31 декември 2004, и връх Св. Борис от Д. Боянов и Н. Петков от района на Лагер „Академия“ на 23 декември 2016.

## Хребет Левски
Хребетът Левски е 8 км дълъг, простира се между Шипченската седловина (1000 м) на запад и Девинската седловина (500 м) на изток, и 8 км широк, между Черепишкия хребет на север и връх Христов камък на юг. Първенецът на хребета, Големия Иглен връх (62°40′15″ ю. ш. 60°03′10″ з. д. / 62.670833° ю. ш. 60.052778° з. д.) се издига на 1680 м н.в. Други по-главни върхове са Левски (1430 м), Св. Иван Рилски (1350 м), Шлем (1254 м), Сердика (1200 м), Вихрен (1150 м), Онгъл (1149 м) и Пловдив (1040 м). Първи изкачвания: връх Онгъл и връх Комини (774 м) от Л. Иванов на 21 декември 2004, Големия Иглен връх от Д. Боянов, Н. Петков и А. Шопов на 8 януари 2015.

## Делчев хребет
Делчев хребет е 10 км дълъг между Девинската седловина на запад и нос Рение на изток. Първенецът на хребета връх Делчев (62°38′28″ ю. ш. 59°56′16″ з. д. / 62.641111° ю. ш. 59.937778° з. д.) е висок 940 м, други по-значими върхове са Русе (800 м), Асен (800 м), Петър (800 м), Кубер (770 м), Елена (700 м), Спартак (650 м), Яворов (640 м), и Паисий (550 м).

## Картографиране
Британска топографска карта на планината като част от остров Ливингстън от 1968, испанска карта от 1991, и българска карта от 2005 и 2009 в резултат на топографски проучвания през 1995/96 и 2004/05.

## Карти
- South Shetland Islands. Scale 1:200000 topographic map No. 3373. DOS 610 – W 62 58. Tolworth, UK, 1968.
- Islas Livingston y Decepción. Mapa topográfico a escala 1:100000. Madrid: Servicio Geográfico del Ejército, 1991.
- L.L. Ivanov. Livingston Island: Central-Eastern Region. Scale 1:25000 topographic map. Sofia: Antarctic Place-names Commission of Bulgaria, 1996
- S. Soccol, D. Gildea and J. Bath. Livingston Island, Antarctica. Scale 1:100000 satellite map. The Omega Foundation, USA, 2004.
- L.L. Ivanov et al., Antarctica: Livingston Island and Greenwich Island, South Shetland Islands (from English Strait to Morton Strait, with illustrations and ice-cover distribution), 1:100000 scale topographic map, Antarctic Place-names Commission of Bulgaria, Sofia, 2005
- Л. Иванов. Антарктика: Остров Ливингстън и острови Гринуич, Робърт, Сноу и Смит. Топографска карта в мащаб 1:120000. Троян: Фондация Манфред Вьорнер, 2009. ISBN 978-954-92032-4-0 (Допълнено второ издание 2010. ISBN 978-954-92032-8-8)
- Л. Иванов. Карта на остров Ливингстън. В: Иванов, Л. и Н. Иванова. Антарктика: Природа, история, усвояване, географски имена и българско участие. София: Фондация Манфред Вьорнер, 2014. с. 18 – 19. ISBN 978-619-90008-1-6
- Antarctic Digital Database (ADD). Scale 1:250000 topographic map of Antarctica. Scientific Committee on Antarctic Research (SCAR). Since 1993, regularly upgraded and updated.
- А. Камбуров и Л. Иванов. Хребет Боулс и централна Тангра планина: Остров Ливингстън, Антарктика. Карта в мащаб 1:25000. София: Фондация Манфред Вьорнер, 2023. ISBN 978-619-90008-8-5

## Галерия
- Калоянов нунатак
- Връх Фрисланд
- Големият Иглен връх
- Хребетът Левски
- Връх Комини
- Делчев хребет
- Разположение на Тангра планина на о. Ливингстън в Южните Шетландски острови
- Карта на Тангра планина
- Топографска карта на островите Ливингстън и Тангра планина.
- Топографска карта на хребет Боулс и централна Тангра планина